# Mille-Isles
Mille-Isles es un municipio perteneciente a la provincia de Quebec, Canadá. Es ubicado en el municipio regional de condado (MRC) de Argenteuil en la región administrativa de Laurentides.

## Geografía
Mille-Isles se encuentra en la parte noroeste del MRC de Argenteuil, al noroeste de Grenville y al oeste de Saint-Jérôme, capital de Laurentides. Limita al norte con Saint-Sauveur y Sainte-Anne-des-Lacs, al este con Bellefeuille (Saint-Jérôme), al sureste con Saint-Colomban, al sur con Gore, al oeste con Wentworth y al noroeste con Morin-Heights. Su superficie total es de 61,96 km², de los cuales 58,33 km² son tierra firme. El relieve es escabroso, entrecortado por ríos y estanques como los lagos Daïnava, Paul, Hugues, David y des Becs-Scie.

## Urbanismo
El pueblo de Mille-Isles se encuentra al cruce del chemin de Mille-Isles y del chemin Black. El chemin de Mille-Isles une la localidad a Saint-Jérôme y a la autoroute des Laurentides ( A 15 ) al este. La carretera regional  QC 329  une la población de Lac-Hugues a Morin-Heights al norte y a Gore al sur.

## Historia
En 1683 en Nueva Francia, el señorío de Mille-Îles cubriendo el MRC actual de Thérèse-De Blainville y una parte de Deux-Montagnes, fue concedido a Michel-Sidrac Dugué de Boisbriand. En 1752, una augmentación del señorío, correspondiendo al actual MRC de La Rivière-du-Nord así como el municipio actual de Mille-Isles, fue concedido a Eustache Lambert Dumont. Irlandeses fueron los primeros habitantes que se establecieron en la parte noroeste de la augmentación hacia 1850. El municipio de Mille-Isles fue instituido en 1855 por separación de la parroquia de Saint-Jérôme.

## Política
Mille-Isles está incluso en el MRC de Argenteuil. El consejo municipal está compuesto por seis consejeros sin división territorial. El alcalde actual (2015) es Michel Boyer.
|            | 2005-2009                                                                                 | 2009-2013                                                                                      | 2013-2017                                                                         |
| Alcalde    | John Carson Collins                                                                       | Yvon Samson                                                                                    | Michel Boyer                                                                      |
| Consejeros | Willis Black Denise Brabant George Dawson André Durocher Ilene Geringer Ronald Lescarbeau | André Durocher# Noreen Howden# Daniel Maurice Michel Mélégas# Michel Nadeau# Robin Pitsiladis# | Fred Beaudoin Dawn Charles Brenda Dawson André Durocher David Hudson Howard Sauvé |

* Al inicio del termo pero no al fin.  ** Al fin del termo pero no al inicio.  # En el partido del alcalde (2009).
El territorio de Mille-Isles está ubicado en la circunscripción electoral de Argenteuil a nivel provincial y de Argenteuil-La Petite-Nation a nivel federal (Argenteuil—Papineau—Mirabel antes de 2015).

## Demografía
Según el censo de Canadá de 2011, Mille-Isles contaba con 1629 habitantes. La densidad de población estaba de 26,8 hab./km². Entre 2006 y 2011 hubo una adición de 149 habitantes (10,1 %). En 2011, el número total de inmuebles particulares era de 912, de los cuales 679 estaban ocupados por residentes habituales, otros siendo en mayor parte residencias secundarias.
Evolución de la población total, 1991-2015